# Dick Dale
Dick Dale (eredeti nevén Richard Anthony Mansour) (Boston, Massachusetts, 1937. május 4. – Loma Linda, Kalifornia, 2019. március 16.) amerikai gitáros, a surf rock műfaj kitalálója. Több világhírű szám fűződik a nevéhez, ezek főleg átdolgozások, például a Misirlou, Ghost Riders in the Sky. Fender Stratocaster típusú gitárt használ zengetővel. Játéka többek közt Jimi Hendrixre és Eddie Van Halenre is hatással volt.

## Diszkográfia
- Surfers' Choice (Deltone 1962)
- King of the Surf Guitar (Capitol 1963)
- Checkered Flag (Capitol 1963)
- Mr. Eliminator (Capitol 1964)
- Summer Surf (Capitol 1964)
- Rock out with Dick Dale and his Del-Tones: Live at Ciro's (Capitol 1965)
- The Tigers Loose (Balboa 1983) [élő felvétel]
- Tribal Thunder (HighTone 1993)
- Unknown Territory (1994)
- Calling Up Spirits (Beggars Banquet 1996)
- Spacial Disorientation (Dick Dale Records / The Orchard 2001)